# 사용자 경험

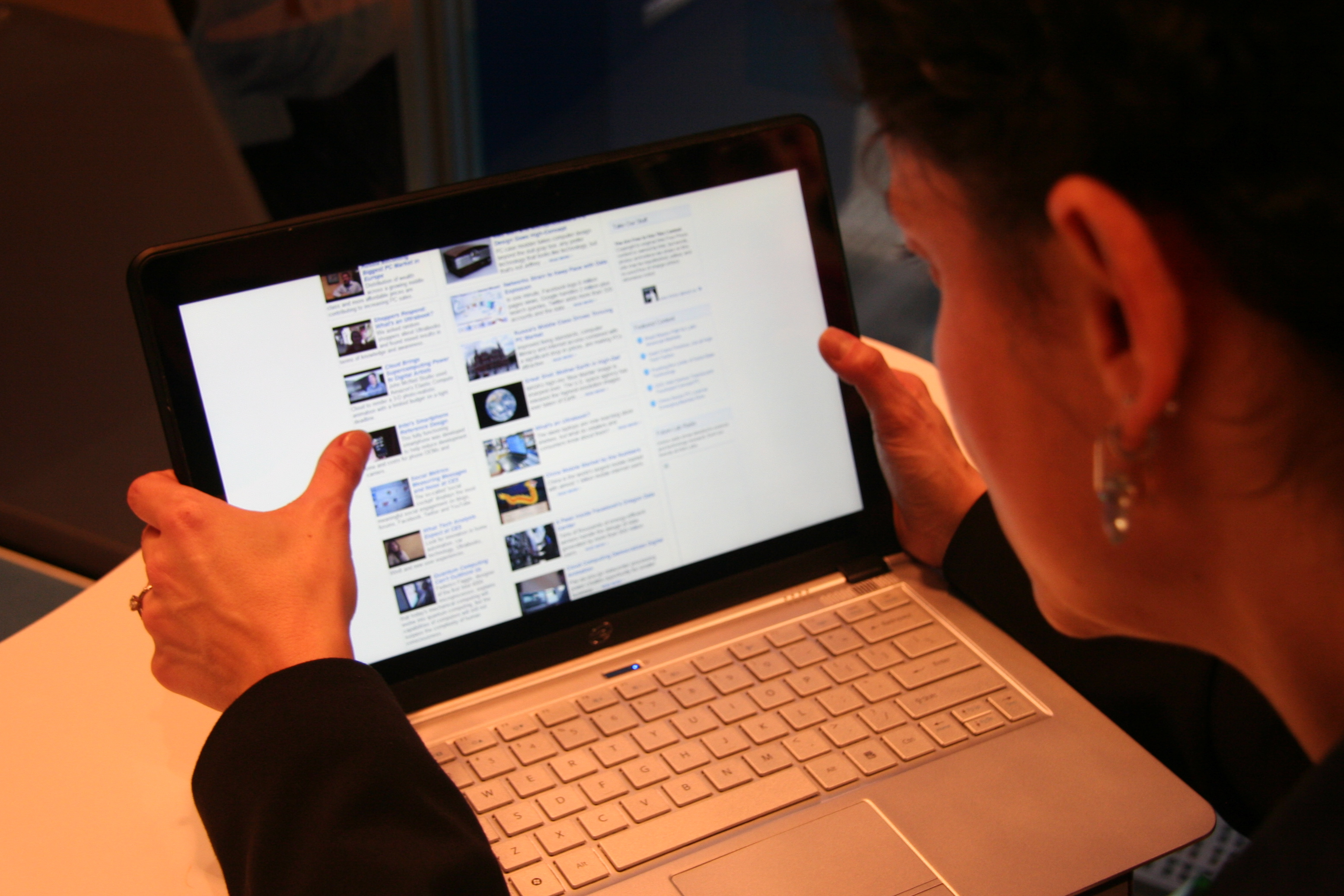

사용자 경험(使用者經驗, User Experience 유저 익스피리언스[*], 간단히 UX)은 사용자가 어떤 시스템, 제품, 서비스를 직, 간접적으로 이용하면서 느끼고 생각하게 되는 총체적 경험을 말한다. 단순히 기능이나 절차상의 만족뿐 아니라 전반적인 지각 가능한 모든 면에서 사용자가 참여, 사용, 관찰하고 상호 교감을 통해서 알 수 있는 가치있는 경험이다. 긍정적인 사용자 경험의 창출은 산업 디자인, 소프트웨어 공학, 마케팅, 및 경영학의 중요 과제이며 이는 사용자의 니즈의 만족, 브랜드의 충성도 향상, 시장에서의 성공을 가져다 줄 수 있는 주요 사항이다. 부정적인 사용자 경험은 사용자가 원하는 목적을 이루지 못할 때나 목적을 이루더라도 감정적, 이성적으로나 경제적으로 편리하지 못하거나 부정적인 반응을 불러일으키는 경험을 하게 되는 경우 발생할 수 있다.
긍정적인 사용자 경험을 개발, 창출하기 위해서 학술적, 실무적으로 이를 만들어 내고자 하는 일을 사용자 경험 디자인이라고 하며 영역에 따라 제품 디자인, 상호작용 디자인, 사용자 인터페이스 디자인, 정보 아키텍처, 사용성 등의 분야에서 주로 연구 개발되고 있다. 그러나 사용자 경험은 다학제적이며 다분야의 총체적 시각에서 접근해나가야 하는 핵심적인 원리를 바탕으로 한다.

## 역사
사용자 경험은 사용자 컴퓨터 인터랙션 연구에서 사용된 개념이며 아직도 많은 사용자 경험의 원리가 컴퓨터 공학 분야의 소프트웨어 및 하드웨어 개발에서 비롯되었다. 그러나 이 개념은 현재에 와서는 컴퓨터 제품 뿐만 아니라 산업을 통해 제공되는 서비스, 상품, 프로세스, 사회와 문화에 이르기까지 널리 응용되고 있다.
초기의 사용자 경험에 관한 언급은 에드워드(E.C.Edwards)와 카시크(D.J. Kasik)의 글 사이버 그래픽 터미널에서의 사용자 경험(User Experience With the CYBER Graphics Terminal,Proceedings of VIM-21, pp 284-286, October, 1974)에서 찾아 볼 수 있다. 이후 1970년대와 1980년대에 수많은 연구가 이루어졌으며 주로 인간 중심의 디자인 (Human Centered Design, UCD)의 맥락에서 인간과 기계간의 상호교감에서 긍정적 경험의 가치를 만들어내고자 하였다. 특히 애플 컴퓨터의 직원이었던 도널드 노먼은 1993년에 사용자 경험의 설계자로서 이후 애플 컴퓨터의 디자인에 영향을 주었으며 인간-컴퓨터 상호작용을 연구하는 이들에게 큰 영향을 주었다.
1998년에는 조셉 파인 2세(B. Joseph Pine II)와 제임스 길모어(James Gilmore)가 경험 경제로의 초대 (Welcome to the Experience Economy)라는 기사를 하버드 비즈니스 저널에 발표하고 1999년에는 이를 저서로 내놓아 경제, 경영계에 사용자 경험에 대한 관심을 불러 일으켰다. 그들은 농업경제에서 산업경제로 각 단계의 발전을 이루는 동안 상대적으로 우수한 조건의 제품으로 차별화 시키기 위해 선도 기업 들은 자신들의 제품, 서비스의 독특한 경험을 만들어 내었다고 주장하였다. 특히 월트 디즈니사 같은 엔터테인먼트기업들은 경험의 가치에 대해 중요시 여기어 일관된 테마와 테마가 가지는 긍정적인 면을 강조하고 부정적인 면을 제거함으로써 시청각 메시지를 고객들에게 전달하고 이러한 경험에 의한 기억이 나중에도 기념할 만한 것이 되도록 하며 최종적으로는 오감을 통한 경험과 기억을 강화하도록 그들의 제품과 서비스를 만들려고 노력하였다는 것을 설명하였다.

## 사용자 경험 디자인 방법론
사용자 경험 디자인 방법론은 다음과 같다.
| 데이터                                       | 기법                                                                    | 활용 사례                                                                                 |
| -------------------------------------------- | ----------------------------------------------------------------------- | ----------------------------------------------------------------------------------------- |
| 선호도 조사 의견, 취향, 요구사항             | 설문조사 포커스 그룹 무드 보드 선호도 인터뷰 카드 분류법 고객 반응 분석 | 시각 디자인 브랜드 전략 시장 분석 광고 캠페인                                             |
| 이해도검증 대상 제품에 대한 이해와 활용 정도 | 사용성 평가 로그 분석 검색 내역 분석 카드 분류법 고객 반응 분석         | 인터랙션 가능성 평가 화면 레이아웃 평가 기능 명칭 평가 정보구조 설계 평가                 |
| 발상적 검증 행동이 이루어지는 인지적인 환경  | 자유 인터뷰 사용 맥락 조사 멘탈 모델 에쓰노그래피 분석 일지 분석        | 메뉴 구조와 사용 흐름 인터랙션 디자인 콘텐츠 배치 및 결여 분석 맥락 정보 분석 정황 마케팅 |

## 관련 문헌
- 브렌다 로렐: 디자인 리서치 (Design Research, Method and Perspectives), MIT Press, (2004) ISBN 0-262-12263-4
- 조셉 파인, 제임스 길모어: 경험 경제로의 초대 (Welcome to the Experience Economy)

## 같이 보기
- 디자인 리서치
- 사용자 경험 디자인 (UX design)
- 사용성 공학
- 인간-컴퓨터 상호작용 (HCI)
- 산업 디자인
- 사용자 인터페이스